# Linia kolejowa Lublana – Jesenice
Linia kolejowa Lublana – Jesenice – jedna z linii kolejowych, które tworzą sieć kolejową w Słowenii.
Biegnie od dworca kolejowego w Lublanie, a kończy się w Jesenicach. Trasa przecina kolejowe przejście graniczne Jesenice.